# Lensvormig sterrenstelsel

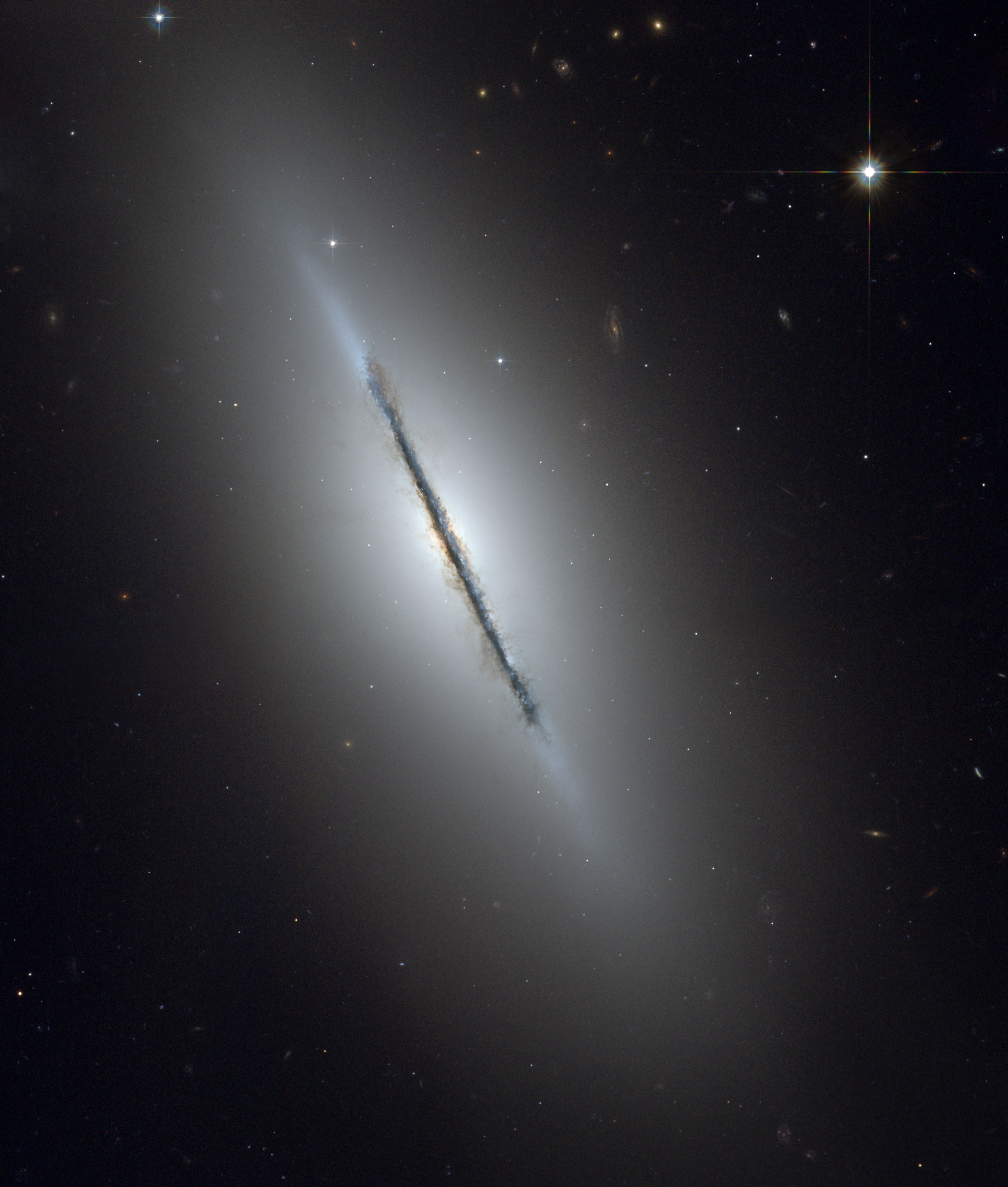
Het lensvormige sterrenstelsel Messier 102 (NGC 5866), gelegen in het sterrenbeeld Draak. Foto door NASA/ESA.

Een lensvormig sterrenstelsel is een type sterrenstelsel dat zich volgens de Hubble-sequentie tussen een elliptisch sterrenstelsel en een spiraalvormig sterrenstelsel bevindt. Lensvormige sterrenstelsels behoren tot de schijfsterrenstelsels, die al veel van hun interstellair medium hebben opgebruikt en daarom maar erg weinig stervorming kennen. Lensvormige sterrenstelsels bestaan voornamelijk uit al wat oudere sterren (zoals in een elliptisch sterrenstelsel).
Ze worden aangeduid als type S0, of SB0 als ze een balk hebben.
Het stof in veel lensvormige sterrenstelsels bevindt zich in de nucleus en volgt het lichtprofiel.
Lensvormige sterrenstelsels hebben niet zoveel verschillende vormen als spiraalvormige sterrenstelsels, maar men onderscheidt desondanks meerdere subklassen op basis van het uiterlijk. Zo wordt er, afhankelijk van welke morfologische classificatie er wordt gebruikt, onderscheid gemaakt op basis van de centrale structuur, de aanwezigheid van interne ringen en S-vormige formaties.